# صيكل (النجف)
صيكل أو الصيكال هي بئر معروفة، في ناحية الشبكة بقضاء النجف بمحافظة النجف بصحراء الحجرة بالبادية العراقية غرب العراق، ذُكر سنة 1993 أن بئر صيكل/1 عمقها 152 متراً ومنسوب مائها 72.2.